# Episodi di A-Team (quinta stagione)
La quinta e ultima stagione della serie televisiva A-Team è stata trasmessa in prima visione dal 26 settembre 1986 all'8 marzo 1987 sulla NBC.
| nº | Titolo originale         | Titolo italiano                 | Prima TV USA      | Prima TV Italia |
| -- | ------------------------ | ------------------------------- | ----------------- | --------------- |
| 1  | Dishpan Man              | Processo per alto tradimento    | 26 settembre 1986 |                 |
| 2  | Trial By Fire            | Processo per alto tradimento    | 3 ottobre 1986    |                 |
| 3  | Firing Line              | Processo per alto tradimento    | 10 ottobre 1986   |                 |
| 4  | Quarterback Sneak        | Nella tana del lupo             | 17 ottobre 1986   |                 |
| 5  | The Theory of Revolution | La teoria della rivoluzione     | 24 ottobre 1986   |                 |
| 6  | The Say Uncle Affair     | Nome in codice: Volpe rossa     | 31 ottobre 1986   |                 |
| 7  | Alive at Five            | Una reporter molto vivace       | 7 novembre 1986   |                 |
| 8  | Family Reunion           | Il giorno del ringraziamento    | 14 novembre 1986  |                 |
| 9  | The Point of No Return   | Un maledetto imbroglio cinese   | 18 novembre 1986  |                 |
| 10 | The Crystal Skull        | Il teschio di cristallo         | 28 novembre 1986  |                 |
| 11 | The Spy Who Mugged Me    | L'agente segreto Logan Ross     | 2 dicembre 1986   |                 |
| 12 | The Grey Team            | La terza età                    | 30 dicembre 1986  |                 |
| 13 | Without Reservations     | La morte ha riservato un tavolo | 8 marzo 1987      |                 |